# 長くつ下のピッピ
『長くつ下のピッピ』（ながくつしたのピッピ、原題：Pippi Långstrump）は、アストリッド・リンドグレーンによるスウェーデンの子ども向け小説である。1945年にラベン&シェーグレン社からイングリッド・ヴァン・ニイマンによるイラスト付きで出版された。40以上の言語に翻訳されている。
続編として、『ピッピ 船に乗る』『ピッピ 南の島へ』の2つの小説と、その他に数冊の絵本と短編集（日本語へは未翻訳）がある。
最初の日本語訳版は1964年に大塚勇三・訳、桜井誠・絵で岩波書店によって出版された。 
2002年、ノルウェー・ノーベル研究所は、54か国の100人の作家の投票に基づいて、「世界文学名作百選」の1つにこの小説を選んだ。

## 執筆と出版
リンドグレーンは元々は1941年に、7歳の娘のカリンが肺炎で家で休んでいる時にピッピの物語を語って聞かせた。リンドグレーンはその3年後、自身の怪我で休んでいる間に最初の原稿を書き上げた。ブンーイール社に持ち込んで断られた後、リンドグレーンはナンセンスな部分をさらに発展させ、まだ新しい出版社であるラベン&シェーグレン社主催の1945年に開催された児童書コンテストに応募した。
「ピッピ」は8月1日に終了したコンテストで優勝し、ラベン&シェーグレンはイラストをイングリッド・ヴァン・ニイマン（これが彼女のスウェーデンでのデビューだった）に依頼し、初版は11月に出版された。

### 日本語訳版
- 1964年『長くつ下のピッピ』（リンドグレーン作品集）、大塚勇三（翻訳）、桜井誠（絵）、岩波書店、ISBN 978-4001150612
- 1982年『長くつ下のピッピ』（少女名作シリーズ）、塩谷太郎（翻訳）、偕成社、ISBN 978-4035163602
- 1988年『長くつ下のピッピ』（偕成社文庫）、下村隆一（翻訳）、偕成社、ISBN 978-4-03-550840-3
- 1989年『長くつしたのピッピ』（こども世界名作童話）、木村由利子（翻訳）、上野紀子（絵）、ポプラ社、ISBN 978-4591033104
- 1993年『長くつ下のピッピ』（講談社青い鳥文庫）、尾崎義（翻訳）、和地あつお（絵）、講談社、ISBN 978-4061473911
- 1994年『長くつ下のピッピ』（子どものための世界文学の森）、須藤出穂（翻訳）、田中槙子（絵）、集英社、ISBN 978-4082740139
- 2013年『長くつ下のピッピ』（角川つばさ文庫）、冨原眞弓（翻訳）、もけお（絵）、KADOKAWA、ISBN 978-4046313348
- 2015年『長くつしたのピッピ』（ポプラ世界名作童話）、角野栄子（翻訳）、あだちなみ（絵）、ポプラ社、ISBN 978-4591147054
- 2018年『長くつ下のピッピ』（リンドグレーン・コレクション）、菱木晃子（翻訳）、イングリッド・ヴァン・ニイマン（絵）、岩波書店、ISBN 978-4001157314

## あらすじ
主人公である長くつ下のピッピは、赤毛のお下げ髪でそばかすだらけの顔をした、長靴下を穿いた9歳の女の子。ピッピは赤ん坊の頃に母親を亡くし、スクーナー船「ホッペトッサ号」の船長だった父エフライムは、嵐で落水して行方不明になっていた。
ピッピは父の言葉に従って、スウェーデンの小さな村の町外れの別荘、ごたごた荘（Villa Villekulla）と呼ばれる大きな家に、ペットのサルのニルソンさん、金貨がぎっしりつまったかばん、名前が付けられていないウマと共に引っ越しする。
生まれ付きの怪力と、数え切れないほどの「奇妙な才能」を持つピッピは、地元のセッテルグレーン家のアニカとトミーという2人の姉弟と会ってすぐさま意気投合し、楽しい冒険の日々を送る。
生涯を海で過ごしたピッピは、トミーとアニカの学校に入学しようとしたり、サーカスに参加したり、セッテルグレーン夫人が主催するコーヒー・パーティーに参加したりと、一般的な礼儀や子供の頃の平均的な行動を知らないことが、物語にユーモアを与えている。

## シリーズ
3つの長編が1945年から1948年に出版され、後年3つの短編が出版された。加えて、小説からの抜粋がイラストを付けられて、絵本として出版された。
長くつ下のピッピ
ピッピがセッテルグレーン一家の住む街にある自宅「ごたごた荘」（実写版では「つぎはぎ荘」）に、ペットのチンパンジー「ニルソンさん」、飼っている馬と共に帰って来る。トミーやアニカと出会う。船を自宅に海育ち、その怪力ぶりとホラ吹きが得意な天衣無縫の自然児である故、いわゆる「お行儀のいい子」でないピッピに振り回される周囲。しかしサーカスを見に行って狼藉者を懲らしめたり、火事の高層アパートから逃げ遅れた子を助け出したりなどの活躍を見せ、根はいい子である事が周囲に理解されるようになる。
ピッピ 船に乗る
『長くつ下のピッピ』から数々のエピソードが続く。ある日、指揮していたスクーナー船『ホッペトッサ号』から嵐のため落水、消息不明になっていた父・エフライム船長が五体満足の姿で現れる。ある南方の島に流れ着き、島民の族長を務めていたが、帰国の為にヨットで出航したところ、偶然にホッペトッサ号と出逢って帰って来られたのだという。ピッピとの別れを予感し悲しみに胸が塞ぐトミーとアニカ。しかし船が出ようとしたその時、「自分の為に悲しむ人がいるのは耐えられない」とピッピは父との同行を撤回し町に残る事を表明。何もかもがいつも通りになる。
ピッピ 南の島へ
冬、はしかを患い2週間寝込んで衰弱したトミーとアニカ。ピッピは2人の転地療養をセッテルグレーン夫妻に申し出、認められる。行き先はエフライム船長が族長を務める南の島。寄航した船長の船に乗り、一か月の予定で大旅行。クリスマスを過ぎた1月始めに帰国する。

## 翻案

### テレビ

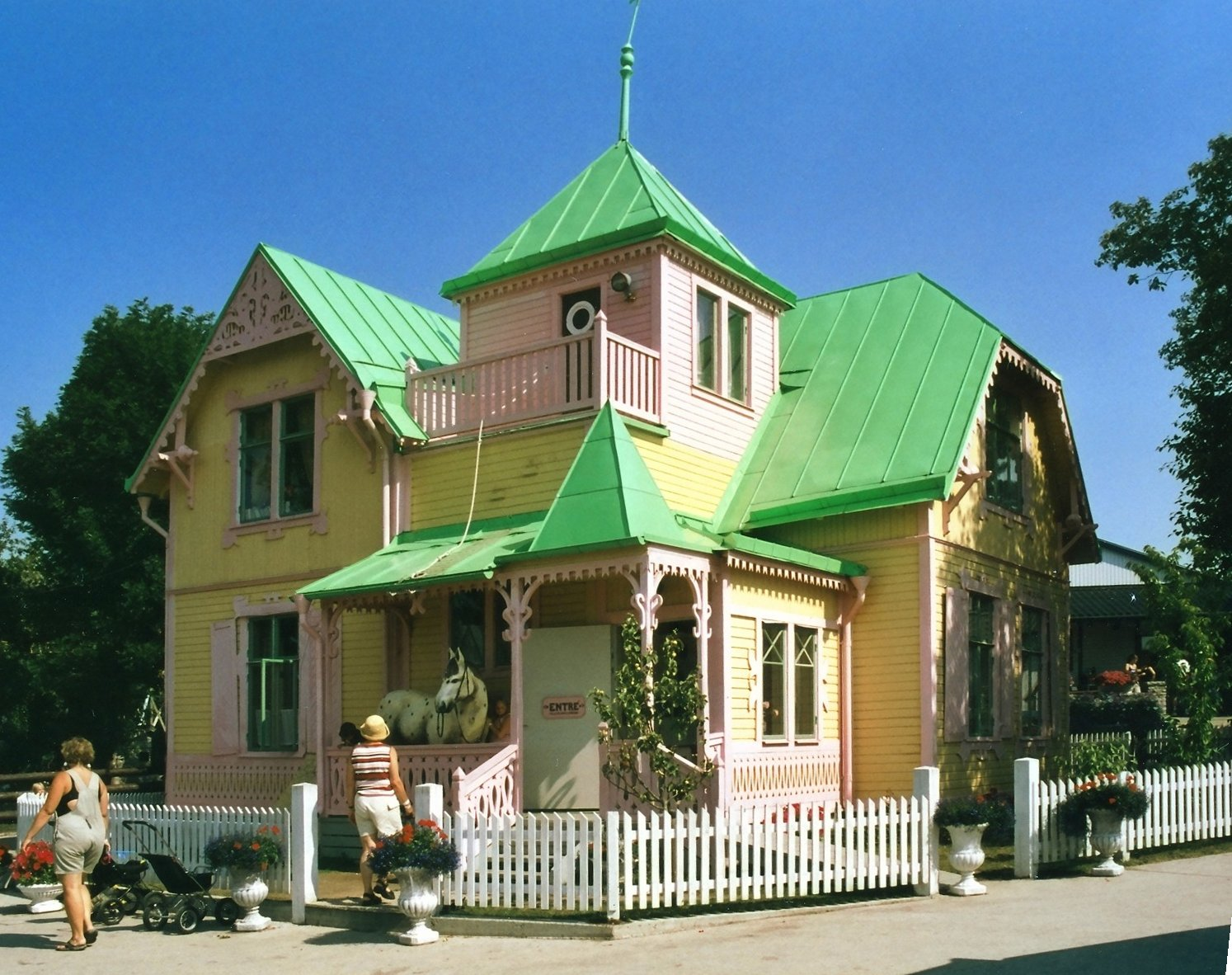
1969年のテレビシリーズで「ピッピの家」として使われた「Villa Villekulla」。スウェーデン、ゴットランド

#### 1961年版
アメリカの子供番組『シャーリー・テンプルのお話本』の中で放映。

#### 1966年版
日本のNHKで、1月1日から3日にかけて全3回放送された。舞台上演を想定せず撮り下ろされた人形劇。NHKにはテープは一話も保存されていなかったが、2018年に人形操作を担当した大阪の人形劇団「クラルテ」から全3話のフィルム（テロップ無し）と音声テープ2本が提供された。フィルムの保存状態は良好だったが、音声テープは一本が劣化のため再生できず、残る一本（第二話）のみ再生できた。

#### 1969年版
スウェーデンで放映されたテレビシリーズ。全13回。制作はスウェーデンと西ドイツの共同制作。監督はオル・ヘルボム、ピッピ役はインゲル・ニルッセン。西ドイツでは本作を再編集した映画版（全2本、後述）も作られ、テレビシリーズの放映以前にこちらが劇場公開された。この映画版は多くの国で公開され、非常に好評で大ヒットした。このため、実写版と言えばインゲル・ニルッセン版を指すことが多い。映画版はこの好評を受け、さらに続編も作られた（全2本）。また、西ドイツではこの2本の映画を再編集した物もテレビで続けて放送された（このためドイツ版は全21回）アメリカでは翌年に渡り、4篇に再編集されて放映された。日本ではNHKの少年ドラマシリーズで、1975年9月に放送された（日本語吹き替え版、ピッピ役の吹き替えはキャロライン洋子。主題歌も日本語で彼女が歌っている）。何故か全12回。ドイツ版の後半に当たる部分も、続編として、「長くつ下のピッピ～冒険旅行～」･「長くつ下のピッピ～海賊退治～」（1976年6月）のタイトルで放送された（全4回、全4回）。このテレビ版の日本語版は、NHKには現存しておらず基本的には、観ることは出来ない。

#### 1982年版
『Пеппи Длинныйчулок（Peppi Dlinnyychulok）』
ソ連で制作されたテレビシリーズ。

#### 1985年版
『長くつ下のピッピ』
アメリカの子供番組枠『ABC週末スペシャル』で放映。30分。

#### 1997年
カナダのアニメ制作会社「ネルバナ」によるテレビアニメシリーズ。アメリカ、カナダで放映された。

#### 2001年版
スウェーデン制作のテレビシリーズ。

### 映画

#### 1949年版
スウェーデン制作、ペル・グンバル監督。

#### 1969年版
- 『På Pippi Langstrumpf（ピッピの新しい冒険、DVD版タイトル「長くつ下のピッピ」）』
- 『Här kommer Pippi Långstrump（ピッピ船にのる）』
  - スウェーデン・西ドイツの共同制作。1969年のテレビシリーズを再編集した物。
- 『Pippi Långstrump på de sju haven（長くつ下のピッピ、DVD版タイトル「ピッピの宝島」』
- 『På rymmen med Pippi Långstrump（続・長くつ下のピッピ）』
  - スウェーデン・西ドイツの共同制作。1969年のテレビシリーズのスタッフ、キャストで2本制作された。

公開順は国により異なる。全作、日本でも劇場公開されたが、日本では、「長くつ下のピッピ」、「続・長くつ下のピッピ」、「ピッピの新しい冒険」、「ピッピ船にのる」の順で公開された。全作、DVD化（日本語吹き替え版。ピッピ役の吹き替えはテレビ版とは異なり岸田今日子。「ピッピの宝島」のみテレビ版と同じキャロライン洋子）されているが、ややこしいことにタイトルが劇場公開時と一部異なる。このため、一部混乱が生じており、紹介記事やサイトではしばしば両者を混同して全5作などと書かれていることがあるが、上記のようにタイトルに異同があるだけで全4作が正しい。
- スタッフ
  - 監督：オル・ヘルボム
  - 製作：オルレ・ノルドマー
  - 脚色：イドレント・イドーム
  - 音楽：ゲオルグ・リーデル
- キャスト
  - ピッピ：インゲル・ニルセン (岸田今日子/キャロライン洋子)
  - アニカ：マリア・パッセン (山乃庚美/北島マヤ)
  - トミー：ペル・サンドベリ (伊藤幸子/伊藤永昌)
  - コンラッド：ハンス・アルフレッドソン

#### 1988年版
日本版題：『長くつ下ピッピの冒険物語』
イギリス・アメリカ合衆国の共同制作。
- スタッフ
  - 監督・脚本：ケン・アナキン
  - 製作：ゲイリー・メールマン、ウォルター・モシュイ
  - 製作総指揮：ミシャール・アダム
  - 音楽：ミシャ・シーガル
- キャスト

| 役名                 | 俳優                     | 日本語吹き替え |
| -------------------- | ------------------------ | -------------- |
| ピッピ               | タミー・エリン           | 岡本麻弥       |
| トミー・セティグレン | デヴィッド・シーマン     | 田中真弓       |
| アニカ・セティグレン | コーリー・クロウ         | 高田由美       |
| セティグレン氏       | デニス・デューガン       | 堀勝之祐       |
| セティグレン夫人     | ダイアン・ハル           | 一城みゆ希     |
| バニスター           | アイリーン・ブレナン     | 京田尚子       |
| ブラックハート       | ジョージ・ディセンゾ     | 村松康雄       |
| グレッグ             | ディック・ヴァン・パタン | 緒方賢一       |
| ジェイク             | クラーク・ニーダージョン | 納谷六朗       |
| エフライム船長       | ジョン・シャック         | 筈見純         |

#### 1997年版
カナダのアニメ映画。ネルバナ制作。
- スタッフ
  - 監督：クライヴ・スミス
  - 脚本：フランク・ニッセン、ケン・ソボル
  - キャラクターデザイン：フランク・ニッセン
  - 日本語版監督：斯波重治
  - 日本語歌詞 : 許瑛子

- キャスト

| 役名                 | 俳優                   | 日本語吹き替え     |
| -------------------- | ---------------------- | ------------------ |
| ピッピ               | エリン・ラーソン       | 笹本優子           |
| トミー・セティグレン | マックス・ヴァレル     | 永田亮子           |
| アニカ・セティグレン | ヤスミン・ヘイクラ     | 武藤寿美           |
| ブリップ夫人         |                        | 此島愛子           |
| エイブラハム船長     | ボルゲ・アールステット | 辻親八             |
| センダーカールソン   |                        | 緒方賢一           |
| ブルーム             |                        | 千葉繁             |
| セッターグレン氏     |                        | 二又一成           |
| セッターグレン夫人   |                        | 冬馬由美           |
| 先生                 |                        | 高乃麗             |
| クリン&クラン        |                        | 亀山助清           |
| クリン&クラン夫人    |                        | かないみか         |
| フリードフ           |                        | 中嶋聡彦           |
| 船員                 |                        | 乃村健次、関口英司 |

### ミュージカル
- ミュージカル「長靴下のピッピ」（2004年8月）
  - 演出：宮田慶子
  - 出演：篠原ともえ（ピッピ）、土居裕子（ミセス・プリセリウス）、栁澤貴彦（トミー）、高山璃奈（アンニカ）、園山晴子（女教師）、鈴木浩介（クラング）、二瓶鮫一（クリング、サーカスの団長）、松金よね子（グランベルイ）、力也（ピッピの父）
- 「ピッピ」（2006年8月）
  - 演出：宮田慶子
  - 出演：篠原ともえ（ピッピ）、大浦みずき（ミセス・プリセリウス）、中山常之（トミー）、田島ゆみか（アンニカ）、園山春子（マリアンネ）、前田綾（教師）、大谷亮介（クリング巡査）、大沢健（クラング巡査）、大島蓉子（グランベルイ）、団時朗（ピッピの父）
  - 全国5か所（東京、神奈川、愛知、大阪、福岡）で公演された。

### テレビアニメ（企画のみ）
1971年に日本の東京ムービーがアニメ化を企画、Aプロダクションが実制作部隊となり、この企画のために東映動画から移籍した高畑勲・宮崎駿・小田部羊一が制作作業を進めた。東京ムービー社長の藤岡豊が直接スウェーデンに赴いて許諾交渉をしたが、リンドグレーンとは面会できず、企画は頓挫した（このとき、ロケハンの目的で宮崎駿が同行している）。高畑らが本作のために作った制作資料はのちに彼らが手がけた『パンダコパンダ』に活用された。
『アタックNo.1』の後番組として予定されていた本番組が頓挫して穴が開いたフジテレビの日曜19:00 - 19:30の大塚製薬提供枠は、同枠を担当していた旭通信社が、代替として円谷プロダクションにより企画されていた特撮番組『ミラーマン』を売り込んで穴埋めさせた。
1980年代になり、『アニメージュ』の編集者だった鈴木敏夫は、3人が本作のために用意した制作資料の書籍化を企画したが、やはりリンドグレーンは許可しなかった。書籍化を断念した鈴木は1985年に資料の一部を『アニメージュ』に掲載した。その後スタジオジブリのプロデューサーとなった鈴木は、『ピッピ』の映画化の相談を宮崎と何度もおこなったが、結局実現しなかった。
時代が下って宮崎駿が世界的名声を得た後、リンドグレーンの著作権継承者がスタジオジブリに『ピッピ』のアニメ化のオファーを入れたが、宮崎は「遅すぎる」「時機を逸してしまった。もう作れない」と断ったという。ただ、『山賊のむすめローニャ』には未練があり、鈴木敏夫はこれを駿の息子の宮崎吾朗に薦め、2014年に（別スタジオの制作ではあるが）テレビアニメ化された。このアニメ化の際に来日したリンドグレーンの関係者（孫など。彼らは宮崎アニメのファンだった）がスタジオジブリを訪れ、その席で制作資料の書籍化に賛同し、2014年に『幻の「長くつ下のピッピ」』として岩波書店より刊行された。